# بیور ریور (کانادا)
بیور ریور (کانادا) (به انگلیسی: Beaver River (Canada)) رودخانه‌ای است که در کانادا جریان دارد.